# Honey, Don't Quit Your Day Job!
Honey, Don't Quit Your Day Job! er en dansk kortfilm fra 2016 instrueret af Kirstine Barfod.

## Handling
Efter at have sagt farvel til et liv som professionel danser, fået et barn, en mand og andelslejlighed, kaster Mia Sylvester sig ud i den benhårde testosteron-dominerede branche som stand-up komiker, overbevist om at hun nok skal få succes. Som datter af Leif Sylvester Petersen og Eva Madsen har Mia et navn at leve op til. Vil det lykkes Mia at etablere sig som dét nye komikertalent?